# دينيس ستيوارت (مدرب كرة سلة)
دينيس ستيوارت (بالإنجليزية: Dennis Stewart)‏ (و. 1947  م) هو مدرب كرة سلة، ولاعب كرة السلة، من الولايات المتحدة، يلعب كلاعب هجوم صغير الجسم.

## روابط خارجية
- دينيس ستيوارت على موقع إن بي أي (الإنجليزية)
- دينيس ستيوارت على موقع سبورتس رفرنس (الإنجليزية)
- دينيس ستيوارت على موقع كلية كرة السلة في سبورتس رفرنس.كوم (الإنجليزية)
- دينيس ستيوارت على موقع ريلجم (الإنجليزية)
- دينيس ستيوارت على موقع بروبوليرز (الإنجليزية)